# سقنقور بزرگ دماغه سبز
سقنقور بزرگ دماغه سبزد (نام علمی: Macroscincus coctei) نام یک گونه منقرض‌شده از تیره سقنقور است.